# Leptanillinae
Leptanillinae este o subfamilie de furnici. Ele sunt împărțite în continuare în triburile Anomalomyrmini și Leptanillini.
La toate Leptanillini, își hrănesc regina cu hemolimfa lor prin procese specializate în protoracele lor și în al treilea segment abdominal. Acest comportament seamănă cu cel al Adetomyrma, numite și furnici Dracula, care le străpung larvele pentru a obține fluide corporale.
Cel puțin Leptanilla și Phaulomyrma sunt furnici mici, galbene, oarbe, care trăiesc sub suprafață.

## Distribuție
Leptanilinae sunt răspândite în principal în regiunile tropicale și calde temperate din Europa și regiunile australiene.

## Sistematică
- Anomalomyrmini Bolton, 1990
  - Anomalomyrma Taylor, 1990
  - Furcotanilla Xu, 2012
  - Protanilla Taylor, 1990
- Leptanillini Emery, 1910
  - Leptanilla Emery, 1870
  - Phaulomyrma G.C. Wheeler & E.W. Wheeler, 1930
  - Yavnella Kugler, 1987